# 100일 동안 100가지로 100퍼센트 행복찾기
100일 동안 100가지로 100퍼센트 행복찾기(독일어: 100 Dinge, 100 Things)는 독일에서 제작된 플로리안 다비트 피츠 감독의 2018년 코미디 영화이다. 플로리안 다비트 피츠 등이 주연으로 출연하였고 댄 매그 등이 제작에 참여하였다.

## 출연

### 주연
- 플로리안 다비트 피츠: 파울 코나스케(Paul Konaske) 역
- 마티아스 슈바이크회퍼: 토니 카츠(Toni Katz) 역

### 조연
- 미리암 슈타인: 루시 덴스케(Lucy Denske) 역
- 하넬로레 엘스너: 레나테 코나스케(Renate Konaske) 역
- 카타리나 탈바흐: 오마 코나스케(Oma Konaske) 역
- 요하네스 알마이어: 로니(Ronnie) 역
- 볼프강 슈툼프: 볼프강 코나스케(Wolfgang Konaske) 역

## 제작진
- 미술: 크리스티안 아이슬레
- 의상: 메틴 미스딕